# Anna Archipova
Anna Valer'evna Archipova (in russo Анна Валерьевна Архипова?; Stavropol', 27 luglio 1973) è un'ex cestista e allenatrice di pallacanestro russa, fino al 1991 sovietica.

## Carriera
Con la Russia ha disputato due edizioni dei Giochi olimpici (Sydney 2000, Atene 2004), i Campionati mondiali del 2002 e tre edizioni dei Campionati europei (1997, 2001, 2003).